# Gone Baby Gone – Kein Kinderspiel
Gone Baby Gone – Kein Kinderspiel (Gone Baby Gone) ist ein US-amerikanischer Kriminalfilm aus dem Jahr 2007. Regie führte Ben Affleck, der das Drehbuch gemeinsam mit Aaron Stockard anhand des Romans Kein Kinderspiel von Dennis Lehane aus dem Jahr 1998 schrieb.

## Handlung
Die beiden jungen Privatdetektive Patrick Kenzie und Angela Gennaro leben in Boston, sind auch privat ein Paar und haben bisher in eher unbedeutenden Fällen ermittelt.
Als Amanda, ein vierjähriges Mädchen aus dem White-Trash-Milieu des Stadtteils Dorchester, spurlos und ohne Lösegeldforderung verschwindet, werden die beiden von Amandas Tante engagiert, die (selbst kinderlos) sehr an ihrer Nichte hängt und unzufrieden mit der bisher erfolglosen Suche der Polizei ist. Die Detektive steigen nach anfänglichem Zögern in den Fall ein. Da Patrick und Angela den Leuten im Viertel bekannt sind, bekommen sie schnell heraus, dass Helene, Amandas Mutter, den Drogenbaron Cheese, für den sie des Öfteren als Kurier tätig war, zusammen mit ihrem Freund „Skinny Ray“ um 130.000 Dollar erleichtert hat. Dies berichten sie dann auch den ihnen von Captain Jack Doyle, dem Leiter der Ermittlungen, zugeteilten Polizisten Remy und Nick.
Da „Skinny Ray“ ermordet wurde und sie davon ausgehen, dass Cheese Amanda entführt hat, um so sein Geld von Helene zurückzubekommen, statten Patrick und Angela ihm einen Besuch ab, in dessen Verlauf Cheese jedoch abstreitet, Amanda entführt zu haben. Überraschenderweise zeigen die Beamten Patrick kurz darauf ein Anrufprotokoll, dem zufolge Cheese das Kind im Austausch gegen sein Geld freilassen will. Auch der anfangs wenig begeisterte Jack Doyle erklärt sich schließlich einverstanden.
Bei der Übergabe nahe einem Baggersee kommt es allerdings zu einem Schusswechsel, bei dem Cheese stirbt. Als Patrick und Angela ein Plumpsen hören und Amandas Puppe Mirabelle auf dem Wasser treiben sehen, gehen sie davon aus, dass das Mädchen in den See gefallen ist. Trotz großen Aufwands wird sie nicht gefunden und letztlich für tot erklärt. Doyle, dessen eigene zwölfjährige Tochter einst ermordet wurde, übernimmt die Verantwortung und geht frühzeitig in Rente.
Wenige Monate später verschwindet ein siebenjähriger Junge spurlos. Ein Freund Patricks, der Drogendealer ist, führt Patrick zu zwei Junkies, in deren Haus ein Pädophiler lebt. Als Patrick an dessen Handgelenk das Kettchen des vermissten Jungen baumeln sieht, ruft er Remy und Nick an. Beim Versuch, das Haus zu stürmen, wird Nick schwer verletzt. Daraufhin stürmt Patrick im Alleingang das Haus und findet den Pädophilen mit der Leiche des Jungen vor. Völlig geschockt von diesem Anblick erschießt Patrick den wehrlosen Mann.
Am Abend unterhalten Patrick und Remy sich vor dem Krankenhaus, in dem der schwer verwundete Nick liegt. Remy beichtet ihm, dass er einst Beweise gefälscht hat, um das Kind eines Junkies vor diesem zu schützen. Dies gelang ihm mit der Hilfe Skinny Rays – von dem er behauptet hatte, ihn nicht zu kennen. Bei Nicks Begräbnis erfährt Patrick von einem Polizeibeamten, dass Remy von den gestohlenen 130.000 Dollar wusste, bevor Helene den Betrug zugegeben hat. Patrick und Angela treffen daraufhin Amandas Onkel Lionel und setzen ihn unter Druck. Lionel gibt zu, dass er gemeinsam mit Remy Amanda entführte, um sie vor der verantwortungslosen Mutter zu beschützen. Plötzlich stürmt der mit einer Latexmaske verkleidete Remy in die Bar und will Lionel umbringen, das allerdings verhindert der Barkeeper, indem er Remy zweimal in den Rücken schießt. Dieser flieht auf das Dach eines nahegelegenen Gebäudes und erliegt dort seinen Verletzungen.
Lionel wird festgenommen und Patrick von der Polizei verhört. Es stellt sich heraus, dass Cheeses angeblicher Anruf bei der Polizei nie stattfand und dass die gesamte Übergabe fingiert war. Dem daraufhin in Patrick aufkeimenden Verdacht folgend fahren Patrick und Angela zu Doyle, bei dem sie die totgeglaubte Amanda quicklebendig vorfinden. Doyle fleht ihn an, nicht die Polizei zu verständigen, schließlich habe es Amanda bei ihm und seiner Frau viel besser als bei ihrer drogen- und alkoholabhängigen Mutter. Auch Angela ist dieser Meinung und droht gar, Patrick zu verlassen, falls dieser die Polizei anruft. Patrick entschließt sich aber, Amanda ihre Mutter nicht vorenthalten zu wollen. Als die Polizei eintrifft, wird Doyle festgenommen. Amanda kehrt heim zu Helene, und Patrick und Angela trennen sich.
Einige Zeit später besucht Patrick Helene, die dabei ist, sich für ein Date fertig zu machen, und ihm beiläufig erzählt, dass Amandas Tante weggezogen sei und Patrick die Festnahme ihres Mannes übelnehme, weshalb sie ihm immer noch nicht sein Honorar gezahlt hat. Da Helene sich noch nicht um einen Babysitter gekümmert hat, erklärt Patrick sich kurzerhand bereit, auf die fernsehschauende Amanda aufzupassen.

## Kritiken
James Berardinelli schrieb auf ReelViews, die Wendungen des „beeindruckenden“ Films resultierten aus moralischen Überlegungen. Er spreche die Zuschauer nicht nur emotional, sondern auch intellektuell an. Der debütierende Regisseur Ben Affleck gebe erfolgreich die Essenz der Romanvorlage wieder. Berardinelli lobte besonders die Darstellungen von Morgan Freeman, Ed Harris und vor allem Amy Ryan, die ihre Zeit auf der Leinwand maximal ausnutzten.
Stephen Farber schrieb in der Zeitschrift The Hollywood Reporter vom 5. September 2007, der Film sei „beißend“ und „melancholisch“, aber „beeindruckend“. Casey Affleck gebe die „stärkste Darstellung seiner Karriere“ und kreiere eine bemerkenswerte Figur. Die Kameraarbeit des zweifachen Oscargewinners John Toll unterstütze stark den Regisseur.
Das Lexikon des Internationalen Films urteilt: „Spannender, in der Hauptrolle überzeugend gespielter Thriller um Kindesmissbrauch, der sich in der Milieuzeichnung einen dokumentarischen Anstrich gibt. Der Film leidet an thematischer Überfrachtung und seiner angestrengten Thesenhaftigkeit.“

## Hintergründe
Der Film wurde in Boston und einigen anderen Orten in Massachusetts gedreht. Seine Produktionskosten betrugen etwa 19 Millionen US-Dollar. Der Film hatte seine Weltpremiere am 5. September 2007 auf dem Deauville Film Festival, danach wurde er auf einigen anderen Filmfestivals gezeigt. Die breite Veröffentlichung in den Kinos der USA startete am 19. Oktober 2007; der deutsche Kinostart war am 29. November 2007 geplant.
Wegen der Parallelen zum Vermisstenfall Madeleine McCann verschob der Verleih Buena Vista/Miramax Premiere und Filmstart im Vereinigten Königreich.

## Erfolg
Weltweit spielte der Film 34.619.699 US-Dollar ein, davon 20.300.218 US-Dollar in Amerika und 14.319.481 US-Dollar im Ausland. In Deutschland spielte er umgerechnet 424.165 US-Dollar ein.

## Auszeichnungen
Amy Ryan wurde für den Oscar 2008 und für den Golden Globe Award als beste Nebendarstellerin nominiert. Auch für den Satellite Awards 2007 erhielt Amy Ryan eine Nominierung als beste Nebendarstellerin in einem Drama. Ryan gewann außerdem den Darstellerpreis des National Board of Review, während die Filmkritikervereinigung Regisseur Ben Affleck mit der Auszeichnung als besten Debütregisseur bedachte.